# Comté de Diepholz
vers 1160 – 1585
Entités précédentes :
- Duché de Saxe

Entités suivantes :
- Duché de Brunswick-Lunebourg

Le comté de Diepholz ou Diepholt (Grafschaft Diepholz) est un territoire du Saint-Empire romain germanique situé dans le nord-ouest de l'actuelle Allemagne. Bordé par le Dümmer et la Hunte, il correspond à une région de landes autour de la ville de Diepholz, entre le comté de Delmenhorst au nord-ouest, la principauté épiscopale de Münster à l'ouest, la principauté épiscopale de Minden au sud-est et le comté de Hoya à l'est. Il relève du cercle impérial du Bas-Rhin-Westphalie.

## Géographie
La seigneurie comprend les villes et châteaux d'Auburg (de), Diepholz, Cornau, Lembruch et Lemförde.

## Histoire
Le premier membre connu de la famille de Diepholz est Gottschalk (de), évêque d'Osnabrück de 1110 à 1119. Les archives du diocèse d'Osnabrück mentionnent un dénommé Cono de Thefholte en 1160, et un certain Gottschalk (fl. 1177-1205) aurait accompagné Henri le Lion dans son exil en Angleterre quelques années plus tard.
Le démembrement du duché de Saxe permet aux seigneurs de la région d'agrandir leurs domaines. Les seigneurs de Diepholz s'étendent vers le nord et le sud, mais leurs ambitions sont contrariées par leurs voisins plus puissants, la principauté épiscopale de Minden et le comté de Hoya. Ils contractent la plupart du temps des unions avec les familles nobles voisines, même si Rodolphe II épouse une fille du roi de Suède Valdemar Birgersson en 1285. La famille de Diepholz s'illustre plutôt par ses fils cadets qui font carrière dans l'Église :
- Guillaume (de), évêque de Minden de 1236 à 1242 ;
- Jean (de), frère de Guillaume, évêque de Minden de 1242 à 1253 ;
- Conrad (de), neveu de Guillaume et Jean, évêque de Minden de 1261 à 1266 ;
- Rodolphe, évêque d'Utrecht de 1433 à 1455 ;
- Jean (de), neveu de Rodolphe, évêque d'Osnabrück de 1425 à 1437 ;
- Conrad (de), neveu de Rodolphe, évêque d'Osnabrück de 1455 à 1482[1].

La seigneurie de Diepholz, d'abord simple alleu, devient un fief d'Empire en 1512. Rodolphe VIII (mort en 1510) commence à se donner le titre de comte en 1482, mais il n'est officiellement reconnu qu'en 1530, sous le règne de Jean VI. La Réforme luthérienne est introduite à Diepholz en 1528.
Le dernier comte de Diepholz, Frédéric II, meurt en 1585 en ne laissant qu'une fille, Anne-Marguerite. Ses domaines sont annexés par le duché de Brunswick-Lunebourg, à l'exception du district d'Auburg (de), qui revient au landgraviat de Hesse-Cassel. Anne-Marguerite épouse le landgrave de Hesse-Butzbach Philippe III, mais elle meurt en 1629 sans que ce mariage ait produit d'enfants.
Les districts de Diepholz et Lemförde font partie du royaume de Hanovre, puis de la province de Hanovre après l'annexion du royaume par la Prusse en 1866. De 1932 à 1977, l'arrondissement du comté de Diepholz (Landkreis Grafschaft Diepholz) constitue une subdivision du district de Hanovre (Regierungsbezirk Hannover) de la province de Hanovre de l'État libre de Prusse, puis du Land de Basse-Saxe. En 1977, ce cercle est partagé entre trois cercles ou arrondissements :
- l'arrondissement de Diepholz et celui d'Oldenbourg (Samtgemeinde Harpstedt) ;
- l'arrondissement de Nienburg/Weser (Samtgemeinde Grafschaft Hoya et Samtgemeinde Eystrup (de), incorporée à la première en 2011).